# Eduardo Mier y Barbery
Eduardo (de) Mier y Barbery  (Paterna del Campo, Huelva, 31 de mayo de 1829 - Madrid, enero de 1914) fue un filólogo, helenista y traductor español, padre del ingeniero, sismólogo e inventor español Eduardo Mier y Miura.

## Biografía
Nacido en Paterna del Campo (Huelva), estudió Derecho en Sevilla y Madrid, y desempeñó luego diversos cargos administrativos, en Sevilla y otros lugares, entre otros el de secretario de la Comisión Central de Monumentos sustituyendo a José Amador de los Ríos. Dominaba las lenguas clásicas y el alemán. Casado con una de las hijas de Juan Miura, Micaela Miura Fernández, tuvo de ella a los ingenieros Eduardo (1858-1917), famoso científico e inventor, y José Luis Mier y Miura (1860-?), y a la señorita Julia Mier y Miura. 
De ideología conservadora, estuvo vinculado como periodista a las empresas de Pascual Madoz, incluida una de seguros mutuos, y escribió en su periódico económico La España. Tradujo la Historia de la literatura y arte dramático en España del barón Adolf Friedrich von Schack; anotó eruditamente el Diálogo de la lengua de Juan de Valdés y los Orígenes de la lengua española de Gregorio Mayáns y Siscar (1873), y ejerció la crítica literaria en diversas revistas y periódicos. En la Revista de Instrucción Publica (1857 y 1858), continuación de la Revista Universitaria, y en la Revista de Ciencias, Literatura y Artes de Sevilla, publicó diversos ensayos críticos sobre Esquilo y Sófocles. Según Ossorio y Bernard, también tradujo las Sátiras de Juvenal y publicó algunas novelas bajo el pseudónimo de "Perpetuo Ponleví", pero la única que al parecer publicó fue Fernando. Novela española (1886), bastante extensa, donde, según la elogiosa crítica que le hizo el diario liberal La Iberia, mezcla naturalismo y folletín.
Como periodista formó parte de la redacción de El Parlamento (1860), de El León Español (1865), de El Reino (que fundó Lorenzo Nicolás Quintana y Llera, 1866), de El Tiempo (1867) y de La Tribuna, convertida más tarde en La Nación Española, periódicos estos dos últimos de Manuel Pérez de Molina. Luego escribió en La España de Madoz y desde 1875 en El Diario de Barcelona. Colaboró además en La Ilustración de Ángel Fernández de los Ríos, en la Revista de Literatura que publicó en Sevilla José María Fernández Espino, en la Revista de España de José Luis Albareda; en La Gaceta Literaria de Felipe González Vallarino, que además dirigió; en la Gaceta de Madrid, en La Ilustración Venatoria de José Gutiérrez de la Vega y en La Velada de Juan Mañé y Flaquer. Según el citado Ossorio, "nunca escribió en periódicos que no fueran de sus opiniones conservadoras, ni aceptó cargos políticos por carecer de medios holgados para desempeñarlos con dignidad, ni quiso admitir condecoraciones, ni aspiró a honores académicos, a pesar de sus reconocidos merecimientos".
A instancias de José Gutiérrez de la Vega empezó a publicar una pionera Biblioteca de dramáticos griegos... Tragedias de Eurípides. Tomo I (Madrid, imprenta de Tello, 1865), donde tradujo en prosa y anotó, tras una "Introducción histórico crítica" sobre las mismas, nueve tragedias de Eurípides: Hécuba, Orestes, Las troyanas, Hipólito, Alcestes, Hércules furioso, Las fenicias, Medea y Electra. Pero no pasó más adelante, por los habituales problemas que suelen atravesarse en este tipo de empresas, aunque al parecer en 1909 y 1910 logró reeditarlas en tres tomos con las que faltaban (Madrid: Hernando). A cada tragedia precede su argumento, en el que, además del contenido argumental, hace resaltar el mérito literario de la obra, las traducciones e imitación que de ella se han hecho en latín y en las lenguas modernas y, finalmente, se fija la cronologla. Son de gran utilidad las notas sobre mitología, historia e instituciones y maneja en sus comentarios la mejor bibliografla contemporánea, y le son familiares los escritos de Victor Duruy, Thirwall, Druman, Baumgarten, Levesque, Murgrave, Boeck, Walckenaer, Jacob, Lefrank y otros.
Publicó además Las Fábulas de Esopo, traducidas directamente del griego y de las versiones latinas de Fedro, Aviano, Aulo Gelio, &., precedidas de un Ensayo histórico sobre la fábula y de noticias biográficas de los fabulistas citados (Madrid, 1871-1872), edición magníficamente bien ilustrada con láminas y grabados, que reúne 318 fábulas en prosa; se incluyen en esta edición también las fábulas de Lessing traducidas del alemán por Juan Eugenio Hartzenbusch. Mier tradujo también la obra dramática y otras obras de Friedrich von Schiller en tres volúmenes.

## Obras
- Trad., introd. y notas de Eurípides, Tragedias de Euripides, vertidas directamente del griego. Tomo primero. Madrid, 1865, en Biblioteca de dramáticos griegos. Contiene: Introducción. Ojeada general histórica-crítica sobre la tragedia de Eurípides. Hécuba, Hypólito, Las Fenicias, Orestes, Alcestis, Medea, Las Troyanas, Hércules Furioso y Electra. En la Biblioteca clásica (tomo CCXX, CCXXI y CCXXII), Madrid, 1909 y 1910, se publicaron éstas y las que faltan.
- Trad. de fábulas de Esopo traducidas directamente del griego, y de las versiones latinas de Fedro, Aviano, Aulo Gellio etc., precedidas de un ensayo histórico-crítico sobre la fábula, y de noticias biográficas de los autores citados, Madrid: José Astort y Compañía editores, 1871.
- Trad. de Adolf Friedrich von Schack, Historia de la literatura y del arte dramático en España por Adolfo Federico Conde de Shack; traducido directamente del alemán al castellano por Eduardo de Mier. Madrid: [s. n.], 1885-1887, 5 vols. (Colección de Escritores Castellanos, 37, 46, 51, 58 y 59)
- Trad. de Friedrich Schiller, Obras dramáticas de Schíller Madrid: Sucesores de Hernando, 3 vols., 1909-1913.
  - I. Schiller y sus poesías. Los Ladrones. Wallenstein. Los Piccolomini. La Muerte de Wallenstein.
  - II. La conjuración de Fiesco. Intriga y amor. D. Carlos, infante de España.
  - III. La desposada de Mesina o los hermanos enemigos. La doncella de Orleáns. Guillermo Tell. María Estuardo.
- Ed. de Gregorio Mayáns y Siscar, Orígenes de la lengua española compuestos por varios autores, recogidos por D. Gregorio Mayans y Siscar... publicados por primera vez en 1737, y reimpresos ahora por la sociedad "La Amistad librera," con un prólogo de D. Juan Eugenio Hartzenbusch, y notas al Diálogo de las lenguas y á los Orígenes de la lengua, de Mayans, por D. Eduardo de Mier. [Madrid]: Victoriano Suárez, 1873.
- Bajo el pseudónimo de Perpetuo Ponleví, Fernando. Novela española, Madrid: imprenta de A. Pérez Dubrull, 1886.[7]